# 白朗古將軍大馬路
白朗古將軍大馬路（葡萄牙語：Avenida do General Castelo Branco），是一條位於澳門半島花地瑪堂區的道路，北起何賢紳士大馬路，南接罅些喇提督大馬路（提督馬路）。街道命名以1907年2月28日至3月31日被臨時委任的澳門總督白朗古作命名。
昔日是澳門半島西岸。1920年代澳葡政府於北段以西的水面開始填海，得出土地即為蓮峰球場。同時還在一塊沙洲上填成了筷子基，不過當時仍未與澳門半島連成一起，而架有一條小橋通到白朗古將軍大馬路的南端。馬路以西是20世紀70年代填海而成的筷子基北灣填海區。1980年代周邊發展為住宅區，起初道路是一分為二（北段和南段）。2011年，澳門特別行政區政府藉收回青洲坊一帶木屋區之際，決定打通該道路北段和南段，其後興建公共房屋即現時的青怡大廈和青洲坊大廈。而鄰近筷子基衛生中心至白朗古將軍街一側設有小販區，被市政署命名為筷子基小販區，2023年1月8日傍晚時分發生大火，15個小販攤檔受波及，部分攤擋嚴重焚毀兼損失慘重；隨後經過重修於2023年5月起陸續恢復營業。

## 沿革

### 貫通工程
2009年11月下旬，澳門特區政府在得到台山中街兩檔主的合作，政府無須進行清遷行動而收回土地，先行貫通台山中街，駕駛者可直接由白朗古將軍大馬路取道台山中街通往關閘。該工程於2010年初正式竣工，並於2010年3月28日開放使用。
2011年1月3日，澳門特別行政區政府計劃對青洲坊一帶的木屋區收回土地，除興建公共房屋外，並計劃開闢新的道路網絡，其中計劃貫通白朗古將軍大馬路連接台山及筷子基，並爭取於同年上半年動工，下半年完工。
2011年6月初，位於白朗古將軍大馬路介乎台山中街和李寶椿街之間一段被規劃為道路的土地，由於長時間被佔用，有關佔用人終在政府限期前應政府要求，自願遷離而無須政府啟動清遷行動。而土地工務運輸局分別於同年3月及5月在報章刊登告示和最終決定告示，表達政府收回土地的決心，過程中佔用人一直保持與政府合作的態度，最終願意配合政府的要求，在限期前將放置在現場的貨櫃、圍板和雜物搬走，並將土地歸還政府。同時按照原有城市規劃，將收回的土地用作貫通白朗古將軍大馬路與李寶椿街。
2011年6月4日，貫通工程正式動工，計劃雙向五線行車。整項貫通工程範圍全長約200米，闊約28米，當中雙向線五線行車道闊約共20米，兩邊行人路濶合共約8米。工程內容包括鋪設行人、行車道路及整治下水道工程，為免重覆開挖路面，是次將一併改善交通、污水排放及環境問題。 按照施工計劃，是次打通白朗古將軍大馬路的工程分兩段施工，第一段工程範圍是由青洲大馬路至台山中街對出的一段長約110米的道路，並將現有道路擴濶，施工期約50天。至於第二段工程將緊隨第一段工程的竣工而啟動，施工範圍由台山中街至李寶椿街的一段長約90米的白朗古將軍大馬路，工期約50天。
2011年11月26日，貫通工程正式完工並舉行通車儀式，標誌着該道路南北兩段正式貫通。同日起於道路旁增設了40個輕型汽車泊位及80個電單車泊位，紓緩居民泊車壓力。而位於青洲大馬路交界的一組交通燈於通車前兩日正式啟用，方便附近居民或人士熟習。
2012年4月18日，李寶椿街貫通工程竣工，車輛可左轉進入並取道該街道前往青洲。
2013年3月16日，因應台山白朗古將軍馬路及李寶椿街經已貫通，為紓緩周邊的巴波沙大馬路及關閘馬路等道路的交通壓力，並利用新闢道路加快周轉以提升班次，兩條巴士路線16和25X路線調整行程並取道新貫通道路前往台山及關閘。

### 道路及行人道優化工程
2015年初，隨著貫通雅廉訪往筷子基的新闢路口開通，交通事務局計劃調整現時近提督馬路的一段白朗古將軍大馬路之行車安排，由原來兩條往筷子基方向的行車道改為一條，以增加一條往美副將大馬路方向的行車道，擴充車道容量。配合上述調整，重型車輛需改經雅廉訪新闢路口往筷子基或關閘，為優化相關重型車輛的行駛路徑，局方亦會重新規劃飛喇士街的行車環境，由原來雙線車道增加一條往白朗古將軍大馬路的行車道，令該路段行車道增至三線。
2016年3月19日，交通事務局正式調整白朗古將軍大馬路周邊路段的行車安排及相關巴士路線。包括取消位於提督馬路與該道路旁的“提督馬路／白朗古”巴士站，與鄰近的飛喇士街增設“筷子基衛生中心”巴士站，原途經提督馬路前往白朗古方向的巴士路線則原線行駛至提督馬路或雅廉訪大馬路，改經沙梨頭新街、飛喇士街至白朗古將軍大馬路後再按原線行駛。
2016年底，民政總署對白朗古將軍大馬路進行改善行人道工程，當中重鋪路面並加設無障礙設施，美化了行人道環境的同時，亦方便視障人士之通行。工程主要改善排水系統、行人路鋪設麻石地磚及導盲磚(包括危險警告磚、方向磚及位置磚)，除美化行人道，改善步行環境，亦進一步完善區內視障人士對無障礙設施的需求。
2023年3月1日，因應往返青洲區和台山區的人流不斷增加，為提升行人過路及車輛通行的安全性，交通事務局於該道路與台山中街交界增設一組交通燈，以取代原有的斑馬線過路設施。交通燈將利用車輛檢測器獲取實時車流，以調整交通燈配時，合理分配人車通行的時間。

## 周邊建築或主要地點
- 澳門逸園賽狗場
- 蓮峰球場
- 澳門街坊總會社區綜合服務大樓
- 青怡大廈
- 青洲坊大廈

## 事件

### 2023年小販區大火
2023年1月8日晚上約7時許，位於白朗古將軍大馬路舊狗場對面的筷子基小販區發生大火。消防以及治安警合共疏散80名市民，防止周邊車輛及途人受到波及。一名59歲本地女性因吸入濃煙後感到不適。消防表示於當天晚上7時36分抵達火警現場，發現現場某個小販檔正在起火，火勢猛烈，消防隨即開啟四條消防喉進行撲滅，約20分鐘後將火勢控制。現場有七個小販檔需用工具破開才能進行滅火，其中有三個攤檔火勢較為猛烈，主要是紙紮店及雜貨檔攤。而行動總共用了11輛救援車輛，50名消防員進行救火。
受火警影響，共19檔檔位被焚燬及出現財物損失，分別是販賣成衣百貨八檔、瓜菜七檔、生果一檔、神香衣紙兩檔及補鞋一檔。在火警現場解封後，市政署隨即派員在附近的筷子基衛生中心後門建臨時攤位，協助瓜菜水果的攤販爭取在災後翌日復業，而雜貨類攤檔待市政署開展修復工程後協助復業。考慮到修復工程需要一定時間進行，結合小販意見，市政署改以大型帳篷設置臨時攤位，加設照明等設備。
2023年3月31日，市政署表示已對小販區完成修復工程，經檢查及驗收後將安排攤販陸續遷回原攤檔經營，而用作臨時經營的攤檔亦會隨後拆卸。

## 交通
M5 街總社區服務大樓（União G. Das Associações dos Moradores）
路線：9、25B
M19 白朗古將軍馬路（Av. Gen. Castelo Branco）
路線：1、9、9A、23、25B、N1A
M20 青洲坊總站（Bairro da Ilha Verde／Terminal）
路線：5X、10X、16、16S、30、34
M23 青茂／白朗古（Qingmao／ Gen. C. Branco）
路線：9A
M31 白朗古／跑狗場（Gen. C. Branco／Canídrcmo）
路線：1、5X、23、25B、33、N1B